# Perjés János
Perjés János (Budapest, 1964. április 23. –) magyar színész, színházigazgató, író, EMCC EQA practitioner coach; a Spirit Színház alapító igazgatója, a Spirit Alkotó-és Motívációs Műhely tulajdonosa és a James Coaching szimulációs és coaching cég alapítója.

## Életpályája
Pályáját 1982-ben kezdte a budapesti Nemzeti Színház stúdiójában, majd a színház szerződtetett tagjaként folytatta.
Színészként Vámos László, Bodnár Sándor, Montágh Imre, Simon Zoltán és Tatár Eszter tanítványa. A Nemzeti Színházban Vámos László (Az ember tragédiája), Sík Ferenc (Rómeó és Júlia, A velencei kalmár), Kerényi Imre (Csíksomlyói passió, János király, István, a király, Tiszták) előadásainak statiszta-szereplője volt.
A 2000-es években televíziós műsorok szereplője volt, valamint önálló műsorokat vezetett.
2011-ben alapította meg a Spirit Színházat, melyet jelenleg magánszínházként vezet, önállóan kialakított repertoárral, nagyszínházi műsorpolitikával és tervvel. A színház 2015 és 2022 között önálló, állandó játszóhelyen működött, Budapesten, Spirit Színház néven. 
Egyik legnagyobb sikerének Dosztojevszkij Karamazov fivérek c. darabjában nyújtott alakítását tekinti, melyben Vidnyánszky Attila tanítványaival játszott együtt.
A Mengele bőröndje és a Mario és a varázsló c. színpadi művekből főszereplésével (Mengele, Cipolla) tv-felvételt készített 2019-ben. A drámai főszerepek mellett szívesen játszik kortárs darabokban és vígjátékokban is (Ördögi kör).
2018-ban részt vett a Duna-menti országok fesztiválján a romániai Gyurgyevóban a Jövőre veled ugyanitt c. előadással.
2019-ben nagy sikerrel vendégszerepelt Los Angelesben és San Diegóban kollégáival: magyar közönségnek játszották a Máraira hangolva c. estet.
2021-ben alapította meg színháza új részlegét, Spirit Alkotó- és Motivációs Műhely néven. Felnőtt, „civil” foglalkozású jelentkezőknek személyiségfejlesztő, önismereti, önbizalom-fejlesztó színjátszó csoportokat vezet, melyek egy színházi előadás bemutatásával végződnek.
2022-ben lett nemzetközileg akkreditált practitioner coach; fő területe a beszéd-, a gondolkodásmód- (mindfulness-), az önismeret- és önbizalom-coaching. Vállalati csapatépítő tréningeket is tart az általa kifejlesztett szimulációs, játékos coachingtechnikával.
2022 szeptemberében lépett először közönség elé önálló esttel. Az Eljön az idő című est mentorának, Psota Irénnek állít emléket.
2024-ben hozta létre "motivációs színház" sorozatát, melynek keretében ismert emberek sorsán keresztül és írásai alapján tart országszerte előadásokat. 
2024 októberében ÁRVA FIÚ c. Cserháti Zsuzsa / Szécsi Pál estjével Bostonban, New Yorkban, New Yerseyben és Floridában szerepelt.
2025. márciusában Floridában ünnepi műsort ad március 15. tiszteletére, majd a Különben jól vagyok c. Popper Péter írásaiból készült motivációs színházi estjét adja elő.
2025-ben jelenik meg második könyve, egy osztrák kiadó gondozásában: Útikönyv a túléléshez – coaching és színház címmel.
2025-ben több alkalommal tart civil embereknek színházi kurzust az USA államaiban.

## Rendezései

### Müpa
- Latin érintés (2009)

### Spirit Színház
- Müller Péter: Szeretetkönyv színpadon

### 2023-ban az Alkotóműhely előadásainak rendező-tanára
- A lakosztály titkai (2022)
- Mindörökké barátnők (2022)
- Színház az életem (2022)
- Az esküdtszék (2023)
- Ki nevel a végén (2024)
- Gondolj anyádra! (2024)
- Nyanyák újratöltve (2024)
- A Show nélkülünk megy tovább (2024)
- Kacagás és könnyek (2024)
- Mi a fenét keresünk itt? (2025)
- Van élet 50 felett (2025)

## Roadshow előadóestek
- Mindenki megvan? – családállítás a színpadon / Dr. Angster Máriával (2023-24)
- Árva fiú – Cserháti Zsuzsa és Szécsi Pál története / előadóest a boldogság kereséséről (2023-)
- Különben jól vagyok – egy este Popper Péter emlékére / Perjés János motivációs színháza (2024-)

## Külföldi vendégjáték
- 2018: Máraira hangolva – előadóest: Los Angeles/ San Diego
- 2024: Árva fiú – Cserháti Zsuzsa és Szécsi Pál története / előadóest a boldogság kereséséről: Boston / Sarasota / Safety Harbor / New York / New Brunswick
- 2025: Popper Péter – motivációs színházi est: USA

## Főbb színházi szerepei

### Spirit Színház
- Eljön az idő – önálló est Psota Irén emlékére ( 2022)
- Assous: Boldogság / Alexandre (2021), r.: Szitás Barbara
- Barillet–Grédy: A kaktusz virága – Julien (r.: Czeizel Gábor)
- Schiller: Don Carlos /  Fülöp király (2021), r.: Keszég László
- Shakespeare: Macbeth / Macbeth (2021), r.: Czeizel Gábor
- Dürrenmatt: Az öreg hölgy látogatása / Zachanassian (2020), r.: Czeizel Gábor
- Steinbeck: Édentől keletre / Adam Trash, r.: Juhász Róza
- Dürrenmatt: A fizikusok / Möbius, r.: Rozgonyi Ádám
- Dosztojevszkij: Karamazov fivérek / Fjodor Karamazov, r.: Nagy Márk
- Gyurkovics Tamás: Mengele bőröndje / Mengele, r.: Bányai Gábor
- Thomas Mann: Mario és a varázsló / Cipolla, r.: Gulyás Dénes
- Paulinyi Tamás – Perjés János: A fiú a tükörből / Tamás, r.: Bodor Böbe
- Déry–Poós–Presser–Adamis: Képzelt riport egy amerikai popfesztiválról[5] / René, Bíró, r.: Czeizel Gábor
- Moliere: A mizantróp / Oronte, r.: Bori Tamás
- Maugham: Csodálatos vagy, Júlia / Michael, r: Sztárek Andrea
- Shaffer: Equus / Dr. Dysart, r.: Czeizel Gábor
- Popper Péter: A karnevál vége, r.: Bori Tamás
- Marber: Closer / Larry, r.: Bányai Gábor
- Lutmann: Szilánkok / Claude, r.: Rozgonyi Ádám
- Szabó Magda: Az ajtó / Professzor, r.: Czeizel Gábor
- Slade: Jövőre veled ugyanitt 2 / George, r.: Czeizel Gábor
- Márai Sándor: Eszter hagyatéka / Endre, r.: Lénárd Róbert
- Kander-Ebb: Cabaret / Schultz úr, r.: Jantyik Csaba
- Neil Simon: Ölelj át! / George Schneider, r.: Czeizel Gábor
- Alessandro Baricco: Novecento / Max Tooney, r.: Rozgonyi Ádám
- David Stevens : Mennyit érünk? (The Sum of Us) / Harry Mitchell, r.: Sztárek Andrea
- Martin Sheldman: Sodrásban (Gently down the Stream) / Beau, r.: Szarka János
- Craig Lucas : Chatszoba / Jeffrey, r.: Jantyik Csaba
- Oscar Wilde: Dorian Gray / Lord Henry Wotton, r.: Czeizel Gábor
- Mark Ravenhill: Shopping and fucking / Brian, r.: Kolti Helga
- Christopher Moore: Haverom, a Messiás / Menyhárt, Boldizsár, János, r.: Makranczi Zalán
- Zsidó mesék – r.: Tatár Eszter

### Nemzeti Színház
- Dosztojevszij: Két férfi az ágy alatt – Sabrin
- Goldoni: Chioggiai csetepaté – Toffoló
- Florentin Kalap – Tardiveau / Achille de Rosalba

### Ódry Színpad
- Kakukkfészek – Dr. Spivey

## Színpadi adaptációi
- Paulinyi Tamás: A fiú a tükörből (Bólébál)
- Müller Péter: Szeretetkönyv színpadon
- Popper Péter: A karnevál vége (Részemről mondjunk mancsot – Ne menj a romok közé)

## Podcastok

### Lélek-építők – beszélgetések, műsorvezető
1. Tihanyi-Tóth Kinga, kapcsolatmegmentő
2. Mészáros Mónika, HR-vezető
3. Farkas Kornél, természetfotós
4. Etienne Kala, spirituális tanácsadó, vállalkozó
5. Dr. Csontos Réka, jogász
6. Angster Mária, pszichiáter, a családállítás hazai meghonosítója
7. Gájer Bálint, előadóművész
8. Sztárek Andrea, színész/ író
9. Shaffer Judit, gyógytornász, kutyás terapeuta, a Hospice Egyesület alelnöke
10. Dévényi Kathy, kozmetikamanufaktúra-tulajdonos
11. Szabó Áron, táncművész
12. Újszászi-Bogár László Phd, egyetemi tanár, meggyőzéstechnikai tréner
13. Sevcsik Anna, a Babagenetika Egyesület alapítója
14. Kopiás Konrád Lukács, táncművész
15. Pethő Anikó, karrier tanácsadó
16. Mák Balázs, Kapunyitási és Mérnök Coaching
17. Budai-Kovács Marcell, bronzérmes európai és világbajnok sportoló

## Sorozatai
- Emberi érintések 2009–, szerkesztő, Alexandra Pódium[6]
- Életmód Klub 2009–2010, prod. vezető, Alexandra Pódium
- Minőségi Élet 2011–, prod. vezető, Alexandra Pódium
- Álarc nélkül 2011–, szerkesztő-műsorvezető, Ferencvárosi Művelődési Ház
- Zenészportré 2011–, műsorvezető, Alexandra Pódium

## Könyvei
Athina – Érintések, érzelmek, élettöredékek (2010)

## Filmszerepei
- Johann Sebastian Bach (1985)
- Cyrano de Bergerac (1985)
- Zimmer Feri (1998)
- Semmittevők (1997)
- Hum Dil De Chuke Sanam (1999)
- Hacktion: Újratöltve (2013)
- Magánnyomozók (2014)
- Munkaügyek (2014)
- Rózsa Miklós (2018)
- Tóth János (2019)